# Vas-Zoltán Iván
Vas-Zoltán Iván (Budapest, 1951. február 6. –) magyar színész, rendező.

## Pályafutása
1969-től 1973-ig Színház- és Filmművészeti Főiskolán tanult színészetet. 1974 és 1979 között a győri Kisfaludy Színház színésze, később dramaturg, rendező. 1979-től 1982-ig végezte el a rendező szakot. 1982-től a Pécsi Nemzeti Színházban rendező, majd 1988-tól 1990-ig főrendező. 1990-től szabadfoglalkozású. Később a Rátkai Márton Színházi Műhely társulatának tagja.

## Filmjei
- …a szomszéd tehene (sorozat, 2024) – Gyuszi
- Agapé (tévéfilm, 2014) dramaturg
- Cigányutak (magyar dokumentum sorozat, 2011) rendező
- Aparh@nt.hu rendező (magyar dokumentumfilm, 2007) rendező
- Neurock (dokumentumfilm, 2001)
- TV a város szélén (1998) rendező
- Família Kft. (1992–1994) rendező
- A labda (1974) színész
- Hattyú (tévéfilm, 1974) színész
- A törökfejes kopja (1973) – Kopjás Dani

## Rendezései
A Színházi adattárban regisztrált bemutatóinak száma: rendező - 70; színész - 21..
- Háy Gyula: Apassionata (Bemutató: 2017. április 29.) Tesla Teátrum, Budapest

### Rátkai Márton Színházi Műhely
- Elfriede Jelinek: Rohonc, avagy az öldöklő angyal
- Dunakanyar
- Valamit valamiért - avagy Ki ölte meg Marilyn Monroe-t? (Bemutató: 2015. december 10.)
- Novecento - Az óceánjáró zongorista legendája
- Megint gyerek szeretnék lenni
- Örkény István: Pisti a vérzivatarban
- Kabaré
- Debbie Horsfield: Vörös ördögök (Bemutató: 2013. április 15.[4]
- Miss Amerika

### Fészek Művészklub Teátrum
- Megint szeretnék gyerek lenni (Bemutató: 2014. május 29.)
- William Shakespeare: Szentivánéji álom
- Színezüst csehó

### További munkái
- Aladdin és a bűvös lámpa (Bóbita Bábszínház)
- Szélkötő Kalamona (Kazán István Kamaraszínház)
- A lepkegyűjtő (Gergely Theáter) - színpadra alkalmazta
- Görgey Gábor: Komámasszony, hol a stukker? (Belvárosi Színház)
- Mese a Fekete Cilinderről és a szivárnyszínű labdáról (Esztergomi Várszínház)
- Appassionata (Bemutató: 2006. október 27., Budapest Bábszínház)
- La Mancha lovagja (Bemutató: 2005. augusztus 4., Óbudai Társaskör)
- Janikovszky Éva: Ha én felnőtt volnék (Bemutató: 2005. október 8., Merlin)
- Ha én felnőtt volnék (Bujtor István Szabadtéri Színpad)
- Eisemann Mihály: Zsákbamacska (Bemutató: 2004. július 1., Óbudai Társaskör)
- Komámasszony, hol a stukker? (Bemutató: 2004. november 17., Duna Művészegyüttes)
- Ha én felnőtt volnék (Városmajori Szabadtéri Színpad) - színpadra alkalmazta
- Lope de Vega: A kertész kutyája (Bemutató: 2003. augusztus 7., Óbudai Társaskör)
- Hegedűs a háztetőn (Zsámbéki Színházi és Művészeti Bázis)
- Örkény István: Pisti a vérzivatarban (Bemutató: 2002. augusztus 23.)

### Színészként
Fontosabb szerepei:
- William Shakespeare: Ahogy tetszik – Orlando
- Plautus: A bögre – Strobilus
- Shakespeare: Rómeó és Júlia – Benvolio